# فيلافرانكا أوتيس دي أوكا
بلدية فيلافرانكا أوتيس دي أوكا (بالإسبانية: Villafranca Montes de Oca)‏, هي إحدى بلديات مقاطعة برغش, التي تقع في منطقة قشتالة وليون, والتي تقع في شمال غرب إسبانيا.
يبلغ عدد سكانها 196 نسمة وفقاً لإحصائية سنة (2002).

## أعلام
- خوان ماتا